# جوسوکه هیراما
هیراما جوسوکه (به ژاپنی: 平間 重助 ひらま じゅうすけ)، تولد ۱۸۲۴ مرگ نامشخص، او زمانی که شینسنگومی، میبوروشی نامیده می‌شده، به عنوان معاون فرمانده و حسابدار خدمت می‌کرد.